# 解放広場駅
解放広場駅（かいほうひろばえき、中国語：解放广场站、英語：Jiefang guangchang Station）は河北省石家庄市橋西区にある石家荘地下鉄1号線の駅。2017年6月26日に、1号線の開業とともに供用開始された。

## 位置
解放広場駅は石家荘市橋西区の中山西路と駅前街の交差点にある。

## 歴史
- 2014年7月 - 駅の主体構造が完成[3]。
- 2017年6月26日 - 1号線の開通とともに供用開始。

## 駅構造
島式ホーム1面2線の地下駅。
| 地上     | 出入口     | A、B、C、D出入口                       |
| 地下一階 | 駅ロビー   | 切符売り場                             |
| 地下二階 | 線路       | ■1号線 西王方面 （次の駅：新百広場駅） |
| 地下二階 | 島式ホーム |                                        |
| 地下二階 | 線路       | ■1号線 福沢方面 （次の駅：平安大街駅） |

## 出入口
出入口は4つ使用されている。
| 出入口番号 | 出入口がある場所、その周辺                     |
| ---------- | ---------------------------------------------- |
| 出口 · A   | 中山西路（北側）、南大街（東側）、蘇寧生活広場 |
| 出口 · B   | 中山西路（南側）、駅前街（東側）、解放広場     |
| 出口 · C   | 中山西路（南側）、駅前街（西側）、陽光商務楼   |
| 出口 · D   | 中山西路（北側）、品彙広場、銀座商城           |

## 隣の駅
石家荘地下鉄
■1号線
新百広場駅 - 解放広場駅 - 平安大街駅